# Seznam ameriških košarkarjev
Seznam ameriških košarkarjev.
Zaid Abdul-Aziz - Kareem Abdul-Jabbar - Shareef Abdur-Rahim - Tom Abernethy - Bam Adebayo - Blake Ahearn - Danny Ainge - Cory Alexander - Courtney Alexander - Steve Alford - Malik Allen - Tony Allen - Rafer Alston - Chris Andersen - Cadillac Anderson - Chantelle Anderson - Derek Anderson - Kenny Anderson - Shandon Anderson - Carmelo Anthony - Greg Anthony - Gilbert Arenas - Darrell Armstrong - Chucky Atkins - Stacey Augmon - Isaac Austin - Dennis Awtrey - 

## B
Maurice Baker - Vin Baker - Marcus Banks - Don Barksdale - Dick Barnett - Andre Barrett - Jon Barry - Rick Barry - Eddie Basden - Tony Battie - Lonny Baxter - Elgin Baylor - Zelmo Beaty - Hank Beenders - Jonathan Bender - Walter Berry (košarkar) - Travis Best - Al Bianchi - Chauncey Billups - Dave Bing - Larry Bird - Sue Bird - Rolando Blackman - Steve Blake - Mookie Blaylock - Cindy Blodgett - Mark Blount - Tony Bobbitt - Tom Boerwinkle - Keith Bogans - Muggsy (Tyrone Curtis) Bogues - Matt Bonner - Devin Booker - Calvin Booth - Carlos Boozer - Curtis Borchardt - Chris Bosh - Grayson Boucher - Bruce Bowen - Ryan Bowen - Sam Bowie - Earl Boykins - Wayne Brabender - Michael Bradley (košarkar) - Shawn Bradley - Torraye Braggs - A.J. Bramlett - Elton Brand - Terrell Brandon - Carl Braun - Jamison Brewer - Chucky Brown - Devin Brown - Kwame Brown - P.J. Brown - Tierre Brown - Rick Brunson - Joe Bryant - Kobe Bryant - Matt Bullard - Tommy Burleson - Caron Butler - Latasha Byears - Andrew Bynum - Will Bynum -

## C
Marcus Camby - Elden Campbell - Dominique Canty - Jason Capel - Brian Cardinal - Austin Carr - Matt Carroll (košarkar) - Vince Carter - Sam Cassell - Kelvin Cato - Al Cervi - Wilt Chamberlain - Tom Chambers - Tyson Chandler - Don Chaney - Rex Chapman - Calbert Cheaney - Maurice Cheeks - Phil Chenier - Pete Chilcutt - Josh Childress - Doug Christie (košarkar) - Speedy Claxton - Mateen Cleaves - Nathaniel Clifton - Derrick Coleman - Jason Collier - Brian Cook - Chuck Cooper - Cynthia Cooper (košarkar) - Michael Cooper - Dave Corzine - Bob Cousy - Dave Cowens - Jamal Crawford - Austin Croshere - Terry Cummings - Dell Curry - Eddy Curry - Stephen Curry

## D
Quintin Dailey - Erick Dampier - Erik Daniels - Marquis Daniels - Adrian Dantley - Mike D'Antoni - Brad Daugherty (košarkar) - Antonio Davis/Anthony Davis - Baron Davis - Brad Davis (košarkar) - Dale Davis - Josh Davis (trener) - Ricky Davis - Darryl Dawkins - Johnny Dawkins - Dave DeBusschere - Andrew DeClercq - Bison Dele - Tony Delk - Loul Deng - Ernie DiGregorio - Dan Dickau - Michael Dickerson - Ike Diogu - Michael Doleac - Anne Donovan - Keyon Dooling - Katie Douglas - Kevin Duckworth - Chris Dudley - Chris Duhon - Joe Dumars - Mike Dunleavy mlajši - Mike Dunleavy starejši - Ronald Dupree - Kevin Durant

## E
Dwight Eddleman - Anthony Edwards - Blue Edwards - John Edwards (košarkar) - Teresa Edwards - Craig Ehlo - Howard Eisley - Mario Elie - Sean Elliott - Dale Ellis - Monta Ellis - Pervis Ellison - Len Elmore - Melvin Ely - Joel Embiid - Alex English - Maurice Evans (košarkar) - Daniel Ewing - Tyreke Evans - 

## F
Ray Felix - Raymond Felton - Danny Ferry - Michael Finley - Derek Fisher - Marcus Fizer - Cheryl Ford - Danny Fortson - Jeff Foster - Richie Frahm - Steve Francis - WorldI B. Free - Lawrence Funderburke - 

## G
Reece Gaines - Harry Gallatin - Kevin Garnett - Luka H. Garza - Chris Gatling - George Gervin - Eddie Gill - Kendall Gill - Armen Gilliam - Artis Gilmore - Anthony Goldwire - Ryan Gomes - Drew Gooden - Ben Gordon - Danny Granger - Gary Grant - Horace Grant - A.C. Green - Danny Green - Gerald Green - Orien Greene - Brittney Griner - Adrian Griffin - Eddie Griffin (košarkar) - Darrell Griffith - Richie Guerin - Tom Gugliotta - Matt Guokas

## H
Cliff Hagan - Happy Hairston - Tyrese Haliburton - Richard Hamilton (košarkar) - Becky Hammon - Ben Handlogten - Alex Hannum - Tim Hardaway - Derek Harper - Matt Harpring - Al Harrington - Devin Harris - Lisa Harrison - Jason Hart - Trenton Hassell - John Havlicek - Elvin Hayes - Walt Hazzard - Luther Head - Tom Heinsohn - Alan Henderson - Gerald Henderson - Mark Hendrickson - Sidney Hertzberg - Grant Hill (košarkar) - Kirk Hinrich - Julius Hodge - Craig Hodges - Fred Hoiberg - Jrue Holiday - Jeff Hornacek - Robert Horry - Eddie House - Allan Houston - Dwight Howard - Josh Howard - Juwan Howard - Lou Hudson - Troy Hudson - Larry Hughes - Brandon Hunter - Lindsey Hunter

## I
Darrall Imhoff - Kyrie Irving - Dan Issel - Royal Ivey - Allen Iverson -

## J
Jackie Manuel - Bobby Jackson - Jermaine Jackson (košarkar) - Jim Jackson (košarkar) - Luke Jackson - Marc Jackson - Mark Jackson (košarkar) - Stephen Jackson - Mike James - LeBron James - Antawn Jamison - Buddy Jeannette - Al Jefferson - Anthony Johnson - Avery Johnson - Dennis Johnson - DerMarr Johnson - Earvin »Magic« Johnson - Ervin Johnson - Frank Johnson - Gus Johnson - Joe Johnson (košarkar) - Kevin Johnson - Larry Johnson (košarkar) - Linton Johnson - Marques Johnson - Steve Johnson (košarkar) - Vinnie Johnson - Asjha Jones - Bobby Jones (košarkar) - Caldwell Jones - Damon Jones - Dwight Jones - Eddie Jones (košarkar) - Jumaine Jones - K. C. Jones - Popeye Jones - Sam Jones (košarkar) - Wali Jones - Eddie Jordan (košarkar) - Michael Jordan -

## K
Chris Kaman - Jason Kapono - Robert Kauffman - Ben Kelso - Shawn Kemp - Johnny Kerr - Steve Kerr - Jerome Kersey - Jason Kidd - Bernard King - Jimmy King - Stacey King - Joe Kleine - Brevin Knight

## L
Christian Laettner - Raef LaFrentz - Bill Laimbeer - Andrew Lang (košarkar) - Trajan Langdon - Bob Lanier (košarkar) - Tim Legler - Betty Lennox - Kawhi Leonard - Jim Les - Fat Lever - Cliff Levingston - Reggie Lewis - Nancy Lieberman - Randy Livingston - Shaun Livingston - Rebecca Lobo - Grant Long - John Long (košarkar) - Kevin Loughery - Bob Love - Clyde Lovellette - Frank Lubin - John Harding Lucas II. - Jerry Lucas - Maurice Lucas - George Lynch (košarkar) -

## M
Ed Macauley - Corey Maggette - Rick Mahorn - Dan Majerle - Moses Malone - Earl Manigault - Danny Manning - Pete Maravich - Donyell Marshall - Kenyon Martin - Jamal Mashburn - Anthony Mason - Tony Massenburg - Jason Maxiell - Cedric Maxwell - Vernon Maxwell - Sean May - Bob McAdoo - Walter McCarty - Janel McCarville - Suzie McConnell Serio - Xavier McDaniel - Ariel McDonald - Antonio McDyess - George McGinnis - Tracy McGrady - Dick McGuire - Kevin McHale - Jeff McInnis - Aaron McKie - Jim McMillian - Taj McWilliams-Franklin - Ron Mercer - Ann Meyers - Chris Mihm - Darius Miles - Andre Miller - Brad Miller (košarkar) - Coco and Kelly Miller - Oliver Miller - Chris Mills - Terry Mills - Mike Mitchell - Cuttino Mobley - Nazr Mohammed - Earl Monroe - Mikki Moore - Joe Mullaney - Chris Mullin (košarkar) - Jeff Mullins - Calvin Murphy - Troy Murphy - Lamond Murray - Mitja Susman

## N
Lee Nailon - Steve Nash - Don Nelson - Ira Newble - Norm Nixon - Moochie Norris - Dirk Nowitzky - Vanessa Nygaard -  

## O
Ed O'Bannon - Charles Oakley - Lamar Odom - Emeka Okafor - Hakeem Olajuwon - Kevin Ollie -Jermaine O'Neal - Shaquille O'Neal - Bo Outlaw -

## P
Scott Padgett - Milt Palacio - Jannero Pargo - Robert Parish - Candace Parker - Smush Parker - John Paxson - Kate Paye - Gary Payton (košarkar) - Kendrick Perkins - Chuck Person - Wesley Person - Bobby Phills - Eric Piatkowski - Paul Pierce - Ricky Pierce - Scottie Pippen - James Posey - Nicole Powell - Mark Price - Tayshaun Prince - Kevin Pritchard - Joel Przybilla - 

## R
Frank Ramsey (košarkar) - Kurt Rambis - Theo Ratliff - J. R. Reid - Jared Reiner - Glen Rice - Jason Richardson - Micheal Ray Richardson - Pooh Richardson - Quentin Richardson - Mitch Richmond - Isaiah Rider - Doc Rivers - Alvin Robertson - Oscar Robertson - Bernard Robinson (košarkar) - Cliff Robinson (košarkar) - Frank Robinson (košarkar) - Glenn Robinson - Rumeal Robinson - Guy Rodgers - Dennis Rodman - Rodney Rogers - Jalen Rose - Malik Rose - Quinton Ross - Michael Ruffin - Kareem Rush - Bill Russell (košarkar) - Bryon Russell - Cazzie Russell - 

## S
Nykesha Sales - John Salley - Ralph Sampson - Satch Sanders - Woody Sauldsberry - Brian Scalabrine - Danny Schayes - Dwayne Schintzius - Olympia Scott - Malik Sealy - Rony Seikaly - Brad Sellers - Frank Selvy - Bill Sharman - K.B. Sharp - Jeff Sheppard - Paul Shirley - Gene Shue - Paul Silas - Bobby Simmons - James Singleton (košarkar) - Brian Skinner - Tamar Slay - Jerry Sloan - Keith Smart - Charles Cornelius Smith - Donta Smith - Joe Smith - Josh Smith - Kenny Smith - Mike Smith (košarkarski komentator) - Steve Smith (košarkar) - Theron Smith - Eric Snow - Samake Soumalia (Malijec) - Jamie Lynn Spears - Latrell Sprewell - Jerry Stackhouse - John Starks - Helen Stephens - Michael Stewart (košarkar) - Maurice Stokes - Salim Stoudamire - Erick Strickland - Bob Sura - Stromile Swift -

## T
Chris Taft - Jayson Tatum - Diana Taurasi - Chuck Taylor (prodajalec) - Fred O. Taylor - Lindsay Taylor - Maurice Taylor - Ronell Taylor - Jason Terry - Reggie Theus - Etan Thomas - Isiah Thomas - Kenny Thomas - LaToya Thomas - Tim Thomas (košarkar) - David Thompson (košarkar) - Klay Thompson - Scotty Thurman - Nate Thurmond - Tom Tolbert - Rudy Tomjanovich - Robert Traylor - Peter Kelly Tripucka - Jeremy Tyler - Ryan Turell

## U
Wes Unseld - 

## V
Nick Van Exel - Michele Van Gorp - Keith Van Horn - Kiki Vandeweghe - Norm Van Lier - Jacque Vaughn - Loy Vaught - 

## W
Dwyane Wade - Antoine Walker - Chet Walker - DeMya Walker - Ben Wallace - Gerald Wallace - Rasheed Wallace - Jordan Walsh - Bill Walton - Charlie Ward - Kermit Washington - Dwayne »Pearl« Washington - Earl Watson - 'Slick' Watts - Clarence Weatherspoon - Teresa Weatherspoon - Spud Webb - Chris Webber - Martell Webster - David Wesley - Delonte West - Jerry West - Paul Westphal - Lindsay Whalen - Jahidi White - Sue Wicks - Chris Wilcox - Morlon Wiley - Lenny Wilkens - Jamaal Wilkes - Dominique Wilkins - Gerald Wilkins - Mike Wilks - Aaron Williams - Brandon Williams - Deron Williams - Eric Williams (košarkar) - Frank Williams (košarkar) - Gus Williams - Herb Williams - Jay Williams (košarkar) - Jerome Williams - Marvin Williams - Micheal Williams - Tamika Williams - Corliss Williamson - Kevin Willis - Qyntel Woods - Mike Woodson - Orlando Woolridge - Royce Woolridge - Lorenzen Wright - 

## Y
George Yardley - 

## Z
Max Zaslofsky - 